# Ikaria wariootia
Ikaria wariootia é um exemplo muito precoce de um organismo bilateral semelhante a um verme. Foi encontrado em rochas em  Nilpena no sul da Austrália, estimadas em cerca de 571 a 539 milhões de anos. Isso ocorre no período ediacarano, cerca de 550 milhões de anos antes do cambriano, quando ocorreu a explosão cambriana, com os bilaterianos se tornando muito difundidos.

## Descrição
O animal variava entre 2-7 milímetros de comprimento e cerca de 1-2,5 milímetros de largura, com o maior tamanho e formato de um grão de arroz.